# Борисоглебская церковь (Вышгород)
Борисоглебская церковь в Вышгороде — первая церковь, посвящённая святым Борису и Глебу. Построена при великом князе Ярославе Мудром на месте сгоревшей церкви Святого Василия, возле которой были погребены тела братьев.
После пожара 1020 года, уничтожившего церковь Святого Василия, были открыты погребённые рядом с ней тела братьев. Приписываемые им чудеса послужили причиной постройки небольшой клети (часовни), а затем Ярослав повелел выстроить церковь «велику… имеющю верхов 5». Митрополит Макарий (Булгаков) относит постройку первой деревянной Борисоглебской церкви к 1021 году и связывает с перенесением в неё тел Бориса и Глеба начало церковного почитания братьев.
На месте обветшавшего деревянного храма князь Изяслав Ярославич построил одноглавую каменную церковь, которую освятили 20 мая 1072 года при участии киевского митрополита Георгия, ряда других архиереев и киевского монашества и торжественно внесли в неё мощи братьев. Большой каменный храм в честь Бориса и Глеба начал строить князь Святослав Ярославич (к его смерти в 1076 году была завершена кладка стен) и продолжил Всеволод Ярославич. К 1080—1090 годам храм был построен, но его верх обрушился и был восстановлен князем Олегом Святославичем. Церковь освятили 1 мая 1115 года в присутствии великого князя Владимира Мономаха. С этого времени она неоднократно упоминается в летописях до периода монголо-татарского нашествия, когда сведения о ней исчезают.
Считается, что церковь была разрушена во время нашествия Батыя на Киев в 1240 году. При этом были утрачены мощи святых братьев и попытки их обрести вновь, предпринимавшиеся в 1743, 1814 и 1816 годах, не дали результата. Территория разрушенной церкви принадлежала Преображенскому Межигорскому монастырю, который вместе со всеми своими владениями в 1571 году Сигизмунд II Август передал своему коронному писарю Е. Высоцкому. В начале XVII века материал руин церкви использовали для постройки доминиканского костёла в Киеве.
- Строительство Борисоглебского храма в Вышгороде и перенесение в 1115 году мощей братьев в новый храм
- Фрагмент стены храма XI—XII веков
- Иконостас
- Фрагмент стены церкви со следами разрушений от попадания снарядов во время боев за освобождение Киева в Великой Отечественной войне

В 1614 году на месте древнего храма построили деревянную церковь, которая была сожжена поляками в 1651 году. Вскоре церковь восстановили, в 1744 году перестроили, а в 1861—1863 годы на месте церкви по проекту Константина Тона построили небольшой каменный храм, просуществовавший до середины Великой Отечественной войны. При форсировании Днепра во время Лютежской операции храм был использован немецкими войсками как наблюдательный пункт, вследствие чего он был разрушен наступающими советскими войсками. После массированной бомбёжки от первоначального сооружения сохранились только остатки стен. В разрушенном состоянии и полном запустении храм просуществовал до конца 1980-х годов. В 1991 году храм был восстановлен по сохранившимся эскизам.
Раскопки древнего храма осуществлялись с 1816 года. В ходе археологических работ в 1951 году были полностью раскрыты фундаменты храма и установлен его архитектурный облик.
Борисоглебская церковь была одной из крупнейших в домонгольской Руси, была крестово-купольной с нартексом, длина храма составляла 42 м, ширина — 24 м. Стены были построены из кирпича, фасады украшали арочные ниши, кровля была покрыта свинцом. Внутри храма была фресковая живопись, пол был покрыт поливными плитками.